# Сяо Ґан
Сяо Ґан (кит. трад.: 蕭綱; піньїнь: Xiao Gang; 2 грудня 503–551) — другий імператор Лян з Південних династій.

## Життєпис
Був сином засновника династії Сяо Яня. Первинно не був спадкоємцем престолу, однак 531 року після смерті його старшого брата, Сяо Туна, був проголошений офіційним претендентом на трон після смерті батька. 549 року повсталий генерал Хоу Цзін зайняв столицю, полонив імператора Сяо Яня та спадкоємця престолу Сяо Ґана. Після смерті Сяо Яня Хоу Цзін посадив на престол Сяо Ґана. Впродовж усього періоду його правління країною фактично керував Хоу Цзін, а 551 року останній, плануючи зайняти престол, спочатку змусив імператора відмовитись від влади на користь свого внучатого племінника Сяо Дуна, а потім підіслав людей, щоб убити колишнього імператора.

## Девіз правління
- Дабао (大寶) 550—551